# استان کامپونگ اسپیو
استان کامپونگ اسپیو (به لاتین: Kampong Speu Province) یک منطقهٔ مسکونی در کامبوج است که در کامبوج واقع شده‌است. استان کامپونگ اسپیو ۷٬۰۱۷ کیلومتر مربع مساحت دارد.